# 슈터 (1995년 영화)
《슈터》(The Shooter, 이후 개봉명: Hidden Assassin)는 영국에서 제작된 테드 코체프 감독의 1995년 범죄, 액션 영화이다. 돌프 룬드그렌 등이 주연으로 출연하였다.

## 출연

### 주연
- 돌프 룬드그렌
- 마루츠카 데트메르스

### 조연
- 어섬터 세너
- 가번 오헐리히
- 존 애쉬튼
- 시몬 앤드루
- 파블로 스콜라
- 마이클 로저스
- 마틴 허브
- 이리 크라우스
- 귈리오 쿠쿠루가
- 로베르 또마
- 리처드 토스

## 기타
- 미술: 브라이언 이트웰
- 배역: 캐롤 L. 더들리
- 배역: 멜리사 스코프